# 赵荣华
赵荣华（1873年—1937年）字锦堂，外号赵二虎，山东黄县（今龙口市）诸由观镇诸王院赵家村人，中华民国军事将领。

## 生平
赵荣华生于1873年，出身黄县诸由观镇诸王院赵家村的一个贫民家庭。赵荣华幼年不喜读书，不参加劳作，经常遭到父亲打骂。1893 年，赵荣华趁父亲外出谋生的机会，同本村的汤世恩一起逃至直隶省玉田县加入毅军。1894年甲午战争爆发，赵荣华随毅军赴朝鲜作战，因保护辎重过江有功，获毅军统帅马三元通令嘉奖。归国后，赵荣华升为哨长（相当于排长）。1900年八国联军进攻北京时，赵荣华担任敢死队队长，用50人的兵力夺回了被一个营的日军占领的蔡村，遂因功升任哨官（相当于连长）。后来，赵荣华驻防北京南苑以及直隶省玉田县。1907年，赵荣华随张勋移师南下，驻防江苏省浦口镇。
1911年武昌起义爆发后，张勋率部镇压革命军，敗退到徐州。赵荣华因负伤而在南京留守，不久便率部起义，打开城门迎接都督林述庆，获任命为湖北第九师（黎天才任师长）三十六团少将团长，驻湖北省沙市、老河口、樊城地区。1914年，赵荣华奉命率部镇压进入湖北省的白朗军。
1917年，黎天才为夺取湖北督军的职位，宣布独立，并派兵驱逐湖北督军王占元。赵荣华则拥护北洋政府，率第九师的三十五
团、三十六团同兵力两倍于己方的黎天才部作战。此时，征襄总司令、北洋陆军第三师师长吴佩孚率军赶到，赵荣华被任命为征襄副司令，同吴佩孚联合作战，最终击败了黎天才部。赵荣华遂升任北洋陆军第十八混成旅中将旅长，驻襄樊。
1920年，皖系吴光新在汉口及长江上游约7个师的兵力似乎蠢蠢欲动。赵荣华奉湖北督军王占元之命，率军进驻武汉，以一个炮兵营和一个步兵团便消灭了吴光新的司令部，活捉吴光新。此役震惊了中国各地军阀。1920年秋，赵荣华被任命为湖北荆宜镇守使，后改任施宜镇守使。任内，赵荣华曾强行检査据称有不法行为的英国轮船“大来喜号”，并逮捕了英国驻万县领事馆内的中国管事人，引发了中国同英国之间的外交争端。
1923年春，吴佩孚企图用武力统一中国，乃决定武装护送战败的川军将领杨森回四川。“援川”之役起初取得一些胜利，但是随后便因为万县的张威团以及重庆江北的周西成师发生哗变而失败。吴佩孚乃决心免去赵荣华各职。吴佩孚起初向赵荣华许以陆军总长之职，但赵荣华抵达汉口后，吴佩孚改任赵荣华为川黔鄂三省前敌总执法，褫夺了赵荣华的军权。1923年12月6日，赵荣华获授将军府彝威将军。1924年9月3日，获授上将衔。
1924年第二次直奉战争吴佩孚失败后，赵荣华和大部分直系将领一样，都随吴佩孚退居武汉。1925年，吴佩孚成立讨逆联军，赵荣华任讨逆联军前敌总执法兼京汉铁路总监察。后来，张作霖与吴佩孚实行张吴合作，讨逆联军改攻国民革命军。1926年8月，北伐军逼近武汉，赵荣华在贺胜桥督战，战败退至汉口。随后，北伐军攻占武汉，吴佩孚下野，赵荣华回到家乡。1927年，赵荣华携带家眷到天津租界居住。
1937年七七事变前夕，赵荣华在天津病逝。